# Čapulka bahenní
Čapulka bahenní (Mitrula paludosa) je vřeckovýtrusá houba z čeledi voskovičkovitých.

## Synonyma
- čapulka bažinná
- Clavaria epiphylla Dicks.,  1793
- Clavaria phalloides Bull., 1789
- Leotia epiphylla (Dicks.) Hook., 1821
- Leotia uliginosa Grev.
- Mitrula phalloides (Bull.) Chevall.,  1826
- Mitrula elegans (Berkeley) Fries
- Mitrula norvegica Rostr.[1]